# Уънсан
Уънсан (на чосонгъл: 원산시, правопис по системата на Маккюн-Райшауер Wŏnsan) е град в Северна Корея, административен център на провинция Канвон. Населението му към началото на 2009 година е над 340 000 души.

## История
През 1880 г. в Уънсан е създадено търговско пристанище  Гензан (в края на 19  - началото на 20 век е известно още като пристанище Лазарев, кръстен на адмирала на Тихоокеанския флот М. П. Лазарев )  .През 1883 г. пристанището е официално отворено за чужденци  . След избухването на Руско-японската война през февруари 1904 г. в Генсан е разположен японски гарнизон . На 22 август 1910 г. е подписано споразумение за присъединяването на Корея към Япония , след което Корея става част от Японската империя . През 1914 градът е свързан чрез железопътна линия директно с Пхенян и Шънян, което го превръща във важен център за разпределение на стоки. Глобалната икономическа криза, която започва през 1929 г., усложнява ситуацията в Корея, на 14 януари 1929 г. в града започва стачка (в която взимат участие работници от петролна рафинерия, транспортни и търговски предприятия, дърводелци и др.) , чиито участници поискват въвеждането на 8 -часов работен ден . В подкрепа на стачкуващите са проведени стачки на солидарност в Сеул, Пхенян, Пусан, Синпо, Бучон и други градове. По време на Втората световна война тук се е намирала голяма японска военноморска база  .На 11 август 1945 г. самолети на 20-то Бомбардировъчно командване на САЩ минират водите близо до пристанището Вонсан с безконтактни военноморски мини. На 21-22 август 1945 г., по време на съветско-японската война, той е окупиран от съветски десант . Американския мини съветският миночистач TShch-289 е взривен (тъй като американското командване съобщава за полагане на мини в този район на СССР до 21 август 1945 г.)  . До 1946 г. Уонсан е част от провинция Хамгьоннам-до , но по-късно е присвоен на Гангвондо . Разделянето се извършва по 38 -ия северен паралел: през 1945 г. зоната на север от него попада под контрола на СССР , а зоната на юг - под контрола на САЩ . След това Уънсан става столица на провинция Кануън-до.
Бившите столиците на Вонджу (1395-1895) и Чунчеон (от 1896) са на юг от паралела на 38-и и Военна демаркационна линия, която е създадена през 1953 . На 2 юли 1950 г. Домът на културата на Всесъюзното дружество за културни връзки с чужбина , разположен в град Уонсан, е прехвърлен на Корейското дружество за културни отношения със СССР  . На 9 октомври 1950 г. южнокорейските войски достигат предградията на Уънсан , а на следващия ден разбиват малък брой севернокорейски сили и окупират града и летището, но не е било възможно да се използва пристанището, тъй като пристанището е минирано с морски мини. Опитът за унищожаване на минни полета чрез въздушна бомбардировка на района на залива от 39 самолета на Тихоокеанския флот на САЩ няма резултат и три миночистачи на ВМС на САЩ са изпратени да разчистят акваторията (два от тях са взривени от мини по време на мисията, 92 Американски военнослужещи са убити)  . Като цяло по време на войната през 1950-1953 г. градът е силно разрушен, но след края на военните действия е възстановен.През 1955 г. населението е 122 хил. Души  . През 1959 г. е построен и пуснат в експлоатация завод за ремонт на парни локомотиви  . През 60 -те години тук са построени пионерският лагер „Сондовон“, Дворецът на културата, почивни станции и редица други големи инфраструктурни съоръжения  . През 1980 г. населението е 250 хиляди души, градът е важен индустриален център на цветната металургия, производството на строителни материали, машиностроенето, преработката на храни и риболов. През 1982 г. в града е пусната в експлоатация мебелна фабрика, построена в съответствие с 2-ри седемгодишен план за развитие на икономиката на страната (1978-1984 г.)  . Към началото на 2006 г. населението е 332 хиляди души, градът е голям индустриален център (тук работят предприятия от нефтопреработвателната, химическата, циментовата, машиностроенето и хранителната промишленост), както и балнеологичен курорт  .

## География
Уънсан е разположен на Японско море, и непосредствено до бреговете на града има около 20 малки острова. Градът е обграден от планини, и недалеч от него се намира Кумгансан. Площта на Уънсан е 269 кв. км.

## Икономика
Освен пристанището, от значение за местната икономика са корабостроителница, химически завод, циментов завод и фабрика за обработка на морски хранителни продукти. Уънсан е свързан с електрифицирана железопътна линия и модерна магистрала с останалата част от страната. Единственият ферибот между КНДР и Япония е базиран тук. Летището се използва както за граждански, така и за военни цели.

## Образование и наука
В града работят няколко изследователски института и висши учебни заведения  , включително изследователски център за атомна енергия, медицински университет, педагогически университет и други образователни институции  . Има и Селскостопански университет .

## Туризъм
- Хотел "Hean"
- Хотел Dongmyeong

През 2019 г. завършва изграждането на първата и втората фаза на голямата туристическа зона „Уънсан Kalma“  .

## Комуникация
Градът има корейски централен телевизионен ретранслатор, който излъчва на 4-метрова честота.

## Забележителности
Исторически музей  . „Парк от хиляди борове“. Зоологическа градина.

## Побратими градове
- Владивосток , Русия
- Сакайминато , Япония